# Вулиця Сіоні
Вулиця Сіоні (груз. სიონის ქუჩა) — вулиця в Тбілісі в історичному районі Старе місто, проходить від вулиці Коте Абхази, має продовженням вулицю Іраклія II.

## Історія

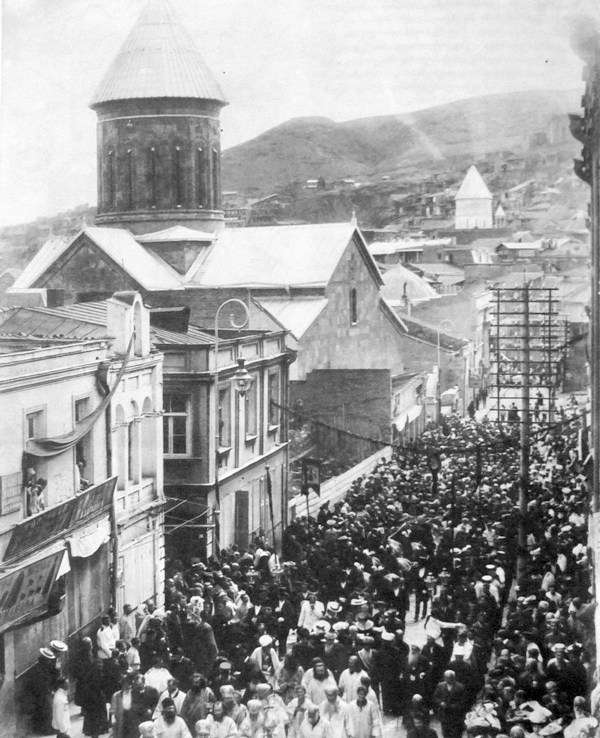
Похорон Іллі Чавчавадзе — процесія проходить повз храм Сіоні

Названа на честь собору Сіоні (буд.6), що знаходиться на цій вулиці.
Колишня назва — Збройова вулиця, названа в честь зброярів, що працювали на ній. Тут же розташовувалися лавки мінял і єдине в місті поштове відділення. Назву вулиця отримала не пізніше 1841 року. У 1921 році вона була перейменована на вулицю Ніколоза Бараташвілі, в 1946 році — знову в Сіоні.
Рання історія вулиці мало відома, оскільки весь її район був сильно розорений персами під час навали Ага Мохаммеда (1795). Вся цивільна забудова вулиці (на плані царевича Вахушті район вулиці щільно забудований) зруйнована й відтворювалася вже в середині XIX — початку XX століття, після входження Грузії до складу Російської імперії (1805) з використанням залишків колишніх кам'яних будівель як матеріалу для нових і з можливою зміною трасування вулиці.
Під час похорону Іллі Чавчавадзе похоронна процесія пройшла вулицею повз храм Сіоні.

## Визначні пам'ятки

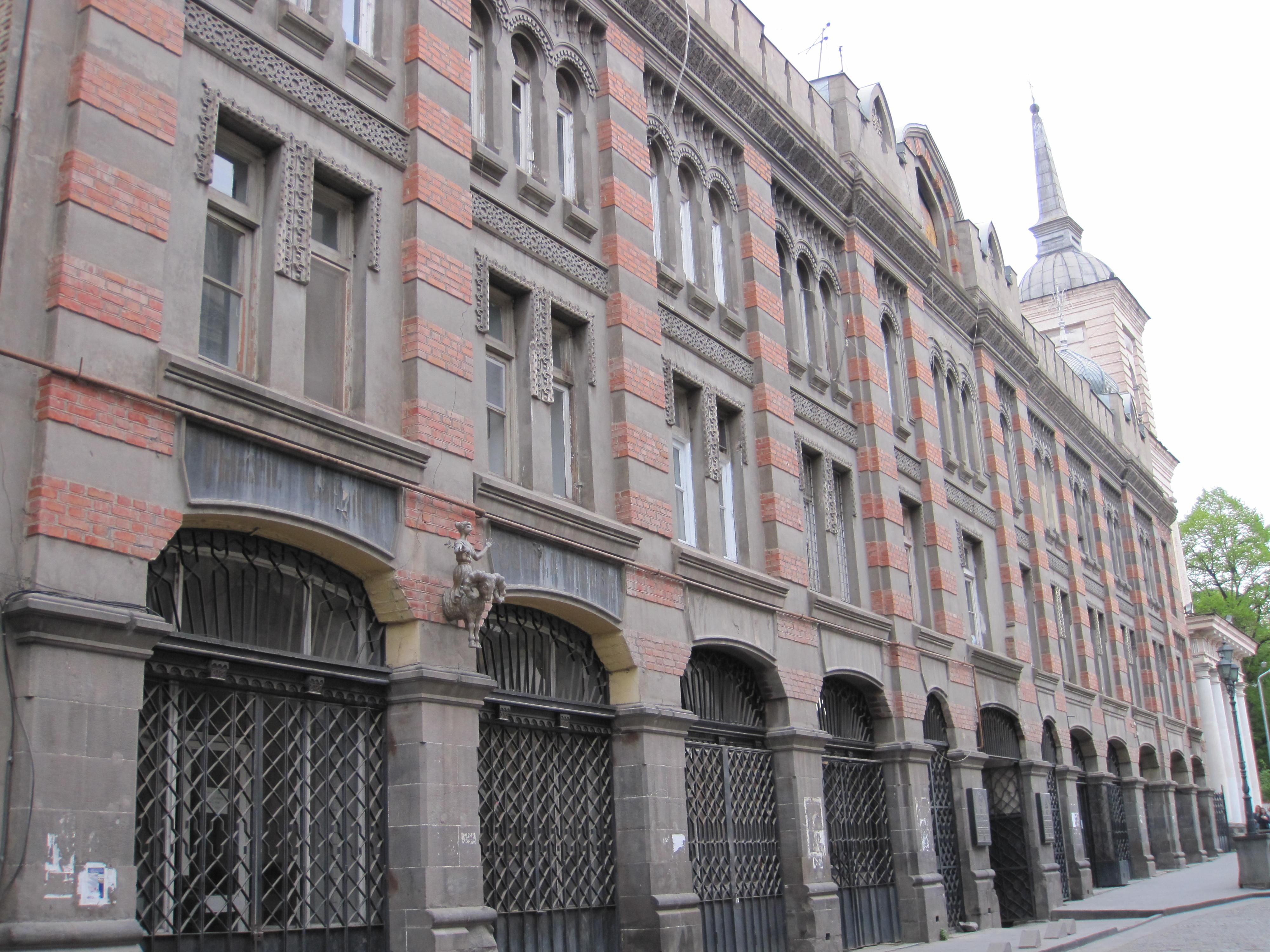
Тбіліська духовна семінарія

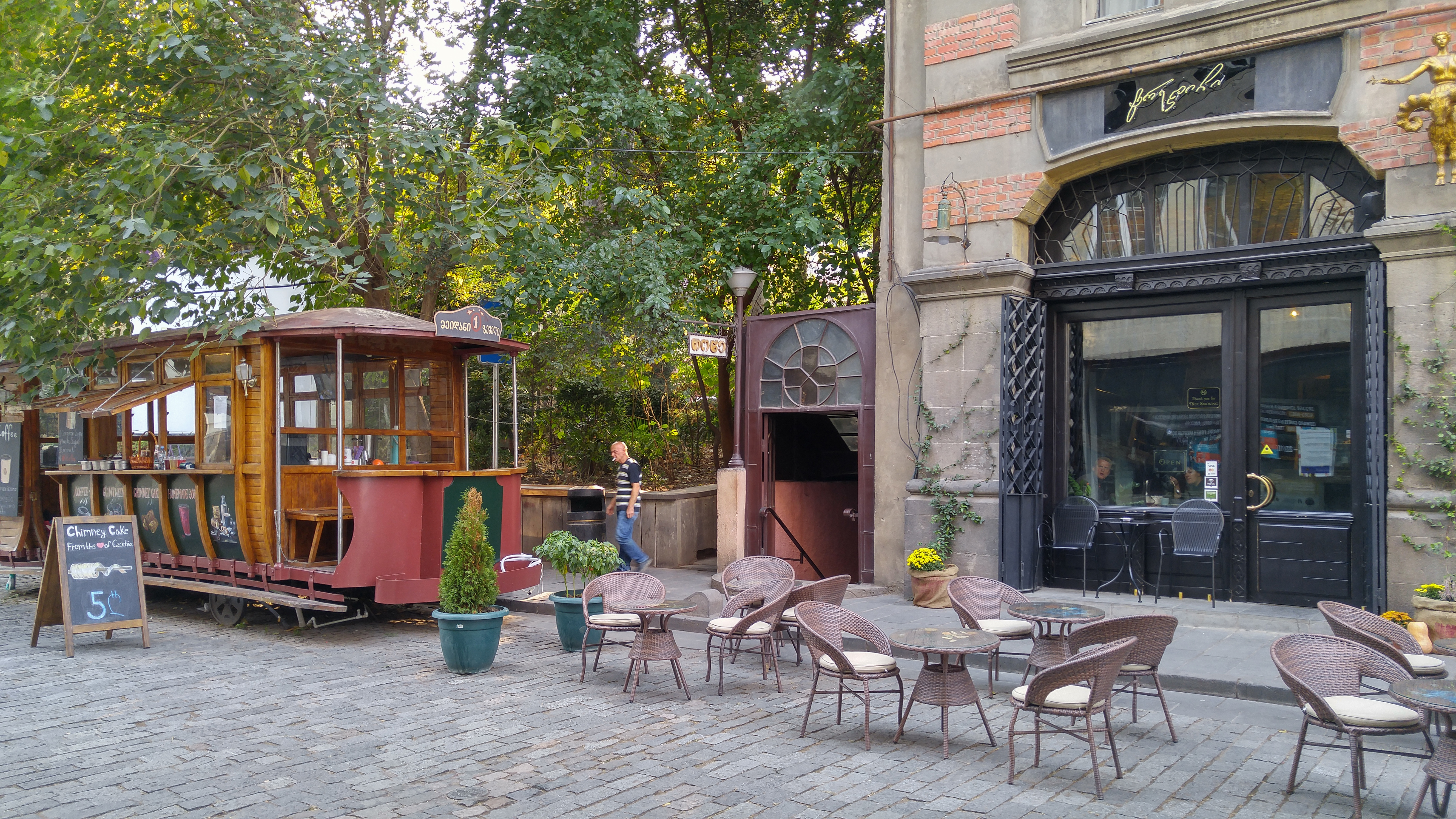
Конка

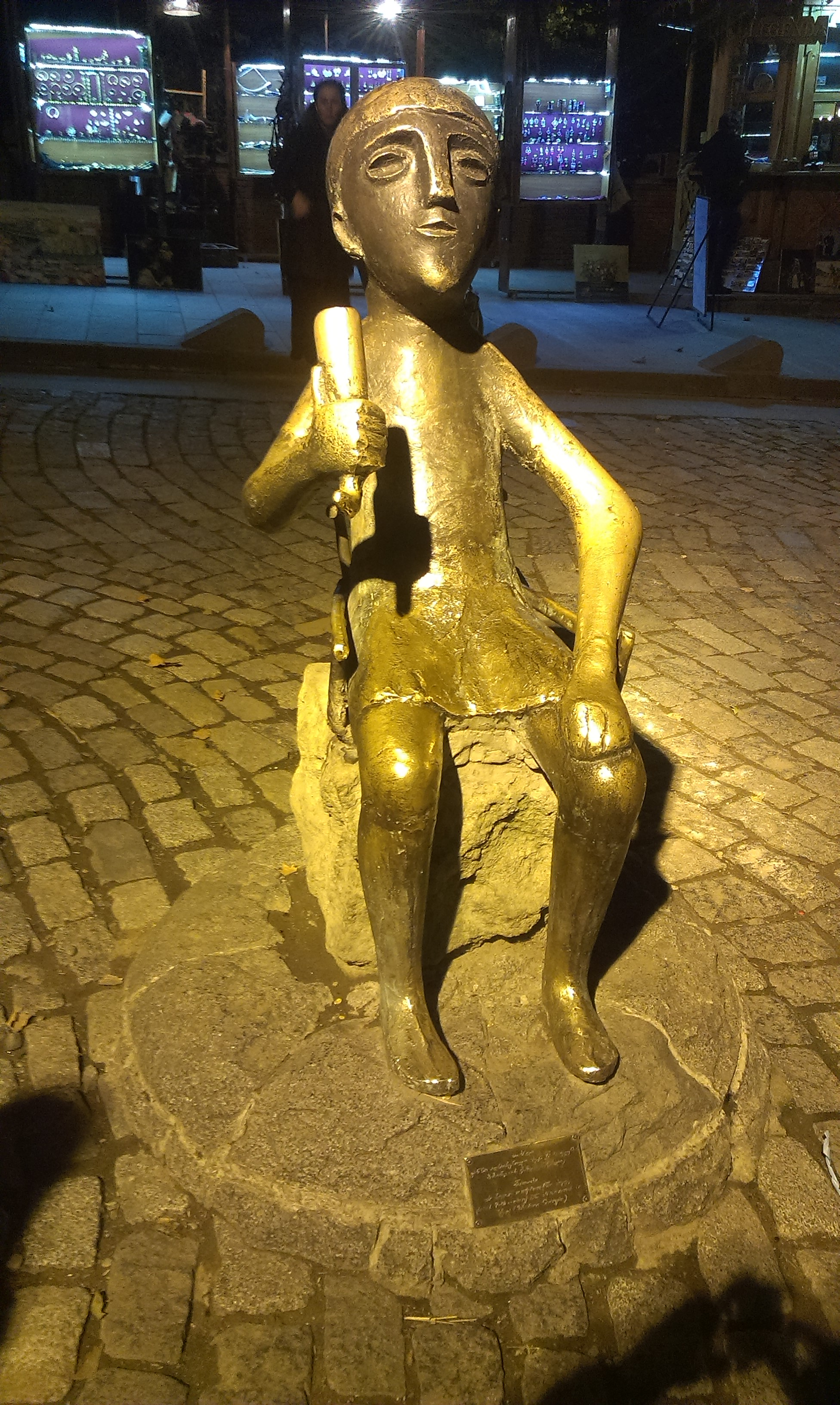
Пам'ятник Тамаді

- Фігурка тамади з бронзи — збільшена копія фігурки VII до н. е., яку знайшли археологи під час розкопок у Західній Грузії[4][5].
- буд. 8 — Музей історії Тбілісі
- Тбіліська духовна академія та семінарія[6].
- Кафе «Конка»[7].